# Miranda (zespół muzyczny)
Miranda – francuska grupa tworząca muzykę eurodance. Najbardziej znana z utworu "Vamos A La Playa" wydanego w 1999 roku. Piosenka zajęła ósme miejsce w notowaniu Canadian Dance Chart. Projekt został zakończony w 2001 roku.

## Albumy
- 1999 Fiesta (The Album)

## Single
- 1999 "A La Fiesta"
Vamos A La Playa
- 2000 "Eldorado"
- 2001 "Bamba! (El Ritmo De Miranda)"